# Anna Janik
Anna Janik (ur. 22 lipca 1988 w Kielcach) – polska aktorka teatralna i filmowa.

## Życiorys
Studiowała na Wydziale Aktorskim we Wrocławiu Akademii Sztuk Teatralnych im. Stanisława Wyspiańskiego w Krakowie. W 2019 roku zdała egzamin eksternistyczny dla aktorów dramatu.
Na deskach teatru zadebiutowała w 2012 roku w roli Marty w spektaklu pt. Życie w zasięgu ręki w Teatrze na Bielanach w Warszawie. Od 2013 roku współpracuje z Teatrem Wielkim – Operą Narodową w Warszawie. Jest działaczką w Fundacji Viva! Międzynarodowym ruchu na rzecz zwierząt.
Od 2017 roku wciela się w rolę Dominiki Torman w serialu Klan.

## Filmografia
| Rok     | Tytuł                   | Rola                               | Uwagi                   |
| ------- | ----------------------- | ---------------------------------- | ----------------------- |
| 2009    | Plebania                | instruktorka                       | odc. 1360               |
| 2010    | Usta usta               | „Atomówka”                         | odc. 18                 |
| 2010    | Mistyfikacja            | „Bardotka”                         |                         |
| 2010    | M jak miłość            | dziewczyna w „oazie”               | odc. 727                |
| 2012    | Przyjaciółki            | nowa żona Bielskiego               | odc. 13                 |
| 2012    | Prawo Agaty             | kelnerka                           | odc. 19                 |
| 2012    | M jak miłość            | dziewczyna Olka                    | odc. 883, 887, 894, 904 |
| 2013    | Ojciec Mateusz          | kelnerka                           | odc. 120                |
| 2013    | Komisarz Alex           | recepcjonistka                     | odc. 45                 |
| 2013    | 2XL                     | kelnerka w restauracji             | odc. 1                  |
| 2014    | Wkręceni                | Ania                               |                         |
| 2014    | Na dobre i na złe       | była dziewczyna Adama              | odc. 552                |
| 2014    | Komisarz Alex           | recepcjonistka                     | odc. 70                 |
| 2014    | Barwy szczęścia         | Zoja, była narzeczona Czarka       | odc. 1201               |
| 2015    | Wesołowska i mediatorzy | Sonia Lewicka                      | odc. 8                  |
| 2015    | M jak miłość            | dziewczyna                         | odc. 1143               |
| 2016    | Disco polo              | pani Krycha                        |                         |
| 2016    | Ojciec Mateusz          | Aneta Łącka                        | odc. 195                |
| 2017    | Brudny Henryk           | świadkowa                          |                         |
| 2017    | Atak paniki             | pracownica lotniska                |                         |
| od 2017 | Klan                    | Dominika Torman                    |                         |
| 2018    | O mnie się nie martw    | sprzedawczyni w sklepie z bielizną | odc. 104                |
| 2018    | Narzeczony na niby      | Beata, kochanka Darka              |                         |
| 2018    | Diagnoza                | kobieta w salonie masażu           | odc. 35                 |
| 2019    | Zawsze warto            | pracownica banku                   | odc. 1                  |
| 2019    | O mnie się nie martw    | blogerka Roksana Margoz            | odc. 129                |
| 2019    | Motyw                   | prostytutka                        | odc. 2                  |
| od 2019 | Barwy szczęścia         | Sygita, dziewczyna „Sakala”        |                         |
| 2020    | Przyjaciółki            | mama                               | odc. 175, 177           |
| 2020    | Zakochani po uszy       | Dagmara                            | odc. 172                |

Sporządzono na podstawie materiału źródłowego.